# Conrad Ahlers
Conrad Ahlers (8. listopadu 1922 Hamburk – 19. prosince 1980 Bonn) byl západoněmecký novinář a politik SPD.
Jako novinář byl zástupcem šéfredaktora a odborníkem na vojenské otázky zpravodajského týdeníku Der Spiegel. Byl autorem článku, který zapříčinil v roce 1962 tzv. aféru Spiegel (Spiegel-Affäre) spojenou se jménem tehdejšího spolkového ministra obrany Franze Josefa Strausse. Během ní byl zadržen na 56 dnů.
V letech 1969 až 1972 zastával místo vedoucího Úřadu pro tisk a informace spolkové vlády kancléře Willyho Brandta. Posléze byl v období 1972 až 1980 poslancem Německého spolkového sněmu za SPD.
Řídil také rozhlasovou stanici Deutsche Welle.